# Relais 4 x 100 mètres 4 nages mixte aux Jeux olympiques d'été de 2024
Ne doit pas être confondu avec Relais 4 x 100 mètres 4 nages masculin aux Jeux olympiques d'été de 2024 ou Relais 4 x 100 mètres 4 nages féminin aux Jeux olympiques d'été de 2024.
Navigation
Tokyo 2020 Los Angeles 2028
Le relais 4 × 100 mètres 4 nages mixte est la seule épreuve mixte de natation des Jeux olympiques d'été de 2024. Il a lieu les 2 et 3 août 2024 à la Paris La Défense Arena. 

## Médaillés
| Or                                                                    | Or            | Argent                                                     | Argent        | Bronze                                                                        | Bronze        |
| États-Unis- Ryan Murphy - Nicolas Fink - Gretchen Walsh - Torri Huske | 3 min 37 s 43 | Chine- Xu Jiayu - Qin Haiyang - Zhang Yufei - Yang Junxuan | 3 min 37 s 55 | Australie- Kaylee McKeown - Joshua Yong - Matthew Temple - Mollie O'Callaghan | 3 min 38 s 76 |

## Records
Avant cette compétition, les records dans cette discipline étaient :
| Record du monde  | 3:37.58 | Grande-Bretagne- Kathleen Dawson - Adam Peaty - James Guy - Anna Hopkin | 31 juillet 2021 | Tokyo, Japon |
| Record olympique | 3:37.58 | Grande-Bretagne- Kathleen Dawson - Adam Peaty - James Guy - Anna Hopkin | 31 juillet 2021 | Tokyo, Japon |

## Calendrier
| Date            | Horaire | Manche |
| --------------- | ------- | ------ |
| Vendredi 2 août | 11 h 00 | Séries |
| Samedi 3 août   | 20 h 30 | Finale |

## Résultats détaillés
Les huit meilleurs temps se qualifient pour la finale (F).
| Rang | Série | Ligne | Pays | Athlètes | Temps | Remarque |
| ---- | ----- | ----- | ---- | -------- | ----- | -------- |
| 1    |       |       |      | [[]] ()  |       | F        |
| 2    |       |       |      | [[]] ()  |       | F        |
| 3    |       |       |      | [[]] ()  |       | F        |
| 4    |       |       |      | [[]] ()  |       | F        |
| 5    |       |       |      | [[]] ()  |       | F        |
| 6    |       |       |      | [[]] ()  |       | F        |
| 7    |       |       |      | [[]] ()  |       | F        |
| 8    |       |       |      | [[]] ()  |       | F        |
| 9    |       |       |      | [[]] ()  |       |          |
| 10   |       |       |      | [[]] ()  |       |          |
| 11   |       |       |      | [[]] ()  |       |          |
| 12   |       |       |      | [[]] ()  |       |          |
| 13   |       |       |      | [[]] ()  |       |          |
| 14   |       |       |      | [[]] ()  |       |          |
| 15   |       |       |      | [[]] ()  |       |          |
| 16   |       |       |      | [[]] ()  |       |          |

| Rang                                | Ligne | Pays | Athlètes | Temps | Remarque |
| ----------------------------------- | ----- | ---- | -------- | ----- | -------- |
| Médaille d'or, Jeux olympiques      |       |      | [[]] ()  |       |          |
| Médaille d'argent, Jeux olympiques  |       |      | [[]] ()  |       |          |
| Médaille de bronze, Jeux olympiques |       |      | [[]] ()  |       |          |
| 4                                   |       |      | [[]] ()  |       |          |
| 5                                   |       |      | [[]] ()  |       |          |
| 6                                   |       |      | [[]] ()  |       |          |
| 7                                   |       |      | [[]] ()  |       |          |
| 8                                   |       |      | [[]] ()  |       |          |